# Çò des de Margalida
Çò des de Margalida és una obra de Montcorbau, al municipi de Vielha e Mijaran (Vall d'Aran) inclosa a l'Inventari del Patrimoni Arquitectònic de Catalunya.

## Descripció
Antic habitatge amb edificis disposats en sentit longitudinal, d'acord amb el fort desnivell del terreny, i el carrer que comunica la zona superior. El conjunt d'edificis format per tres bordes i una casa s'adapta i aprofita perfectament les possibilitats de la difícil orografia per aconseguir accessos independents a peu pla, segons les necessitats, i una bona orientació vers migdia. La primera borda se situa en sentit transversal, amb la porta del paller i un empostissat en el frontis. La borda principal aprofita l'esglaó més extens del vessant, la qual cosa permet un major desenvolupament de la façana de migdia, amb un petit pati obert al davant. Aquesta façana resulta precisament la mes interessant atès que presenta el xamfrà inferior escapçat, els paraments reforçats amb dos contraforts, en la part superior, que conté un arc de tres lòbuls sota un arc semicircular. La tercera borda s'orienta vers el carrer, com un annex de la principal, i es veu obligada en aquesta banda a arrodonir les parets. La casa situada un xic més amunt ha estat reformada, bé que manté l'estructura senzilla i la sabia adaptació al terreny amb dues portes d'accés
A la façana lateral hi ha encastada la part superior d'una finestra gòtica amb calats i tallada en un sol bloc de pedra.